# Sonoma humilis
Sonoma humilis är en skalbaggsart som beskrevs av Marsh och Schuster 1962. Sonoma humilis ingår i släktet Sonoma och familjen kortvingar. Inga underarter finns listade i Catalogue of Life.